# Fleet Marine Force

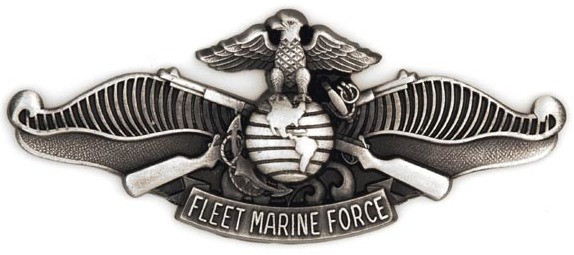
Fleet Marine Force Badge
Unteroffizier-Dienstabzeichen der US Navy, für Matrosen die in der FMF dienen.

Die Fleet Marine Force (FMF) ist das gemischte Gesamtkommando der US Navy und des US Marine Corps, welches sich aus permanent auf Schiffen stationiertem Personal, Bodenpersonal und aus gemischten Infanterieeinheiten des US Marine Corps zusammensetzt. Zusätzlich werden die Einheiten durch Sanitäter der US Navy ergänzt („Hospital Corpsman“), wie es beim USMC allgemein üblich ist. Folgende Großverbände des US Marine Corps gehören der FMF an: I. Marine Expeditionary Force, II. Marine Expeditionary Force und III. Marine Expeditionary Force.
Die Fleet Marine Force ist die primäre Organisationsstruktur, in welcher US-Navy-Personal direkt unter dem Kommando von US Marines dient. Dieses Navy-Personal dient in Uniformen des US Marine Corps, jedoch mit Abzeichen der US Navy. Ebenso müssen sie alle physischen Anforderungen erfüllen, die auch an die US Marines gestellt werden, mit denen sie dienen.
Für den Dienst in der Fleet Marine Force verleiht das Department of the Navy den Fleet Marine Force Ribbon und das Fleet Marine Force Badge. Personal der Fleet Marine Force, welches an Kampfhandlungen teilgenommen hat, ist dazu berechtigt, Kampfauszeichnungen zu tragen. Um das FMF-Dienstabzeichen tragen zu dürfen, muss ein Matrose mindestens zwölf Monate als Mitglied einer FMF-Einheit gedient haben und auch an Feldeinsätzen teilgenommen haben. Bevor das Abzeichen verliehen wird, müssen Qualifikationen in verschiedenen Bereichen, wie der Geschichte des US Marine Corps, Wissen um die Waffensysteme, Taktik, Flugzeuge oder Fahrzeuge, die von der FMF genutzt werden, erreicht werden.
Hospital Corpsmen und Religious Program Specialists (RP) sind die Verwendungen, die am meisten mit diesem Abzeichen ausgezeichnet werden. Personal, die das Abzeichen erhalten haben, ist berechtigt dies auf in ihrer Dienstbezeichnung kenntlich zu machen, beispielsweise „Hospital Corpsman First Class (Fleet Marine Force)“ („HM1(FMF)“).